# Staartschutter

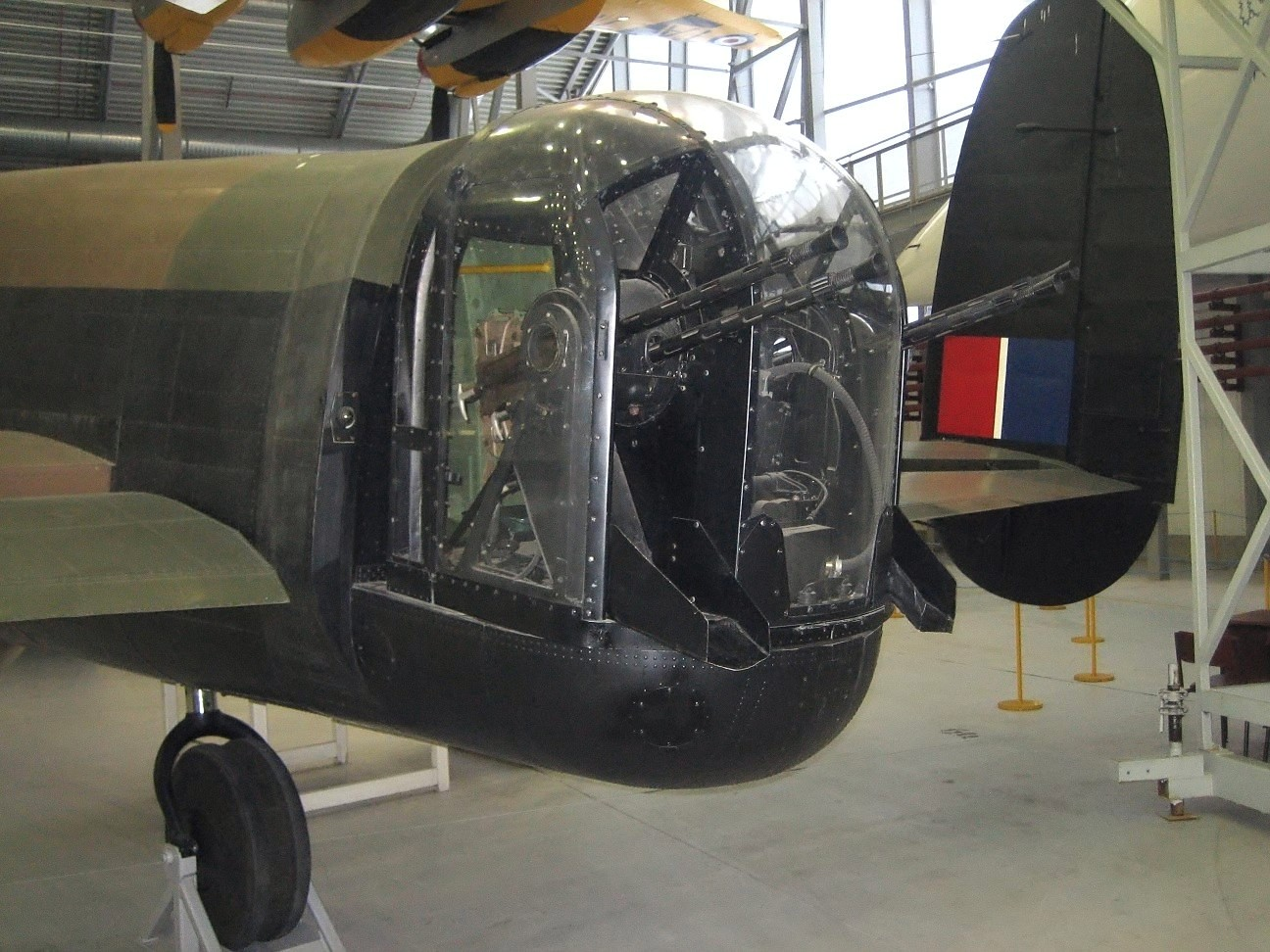
geschutskoepel in de staart van een Avro Lancaster, in het Imperial War Museum in Duxford

Een staartschutter is degene van de bemanning van een groot militair vliegtuig die de mitrailleurs bedient die achter in het vliegtuig zijn gemonteerd en achterwaarts zijn gericht.

## Beschrijving
Vooral in de grotere vliegtuigen uit de Tweede Wereldoorlog, in de bommenwerpers, was achterin een geschutskoepel ingericht, waarin de mitrailleurs waren aangebracht. De staartschutter had achterwaarts vrij uitzicht. Zijn taak was het vliegtuig te verdedigen tegen aanvallers die van achter naderden. De wapens waren draaibaar opgesteld. In veel gevallen was de hele koepel draaibaar gemonteerd. In een aantal gevallen werden de wapens vanaf een andere plaats in het vliegtuig, dus op afstand, bediend.

## Geschiedenis
Door de ontwikkeling van geleide raketten, die van een grotere afstand kunnen worden gelanceerd is de functie van staartschutter overbodig geworden. Bij de langeafstandsbommenwerper B-52 zijn inmiddels bij alle operationele exemplaren de wapens uit de staart van het toestel verwijderd.